# Жіноча еякуляція

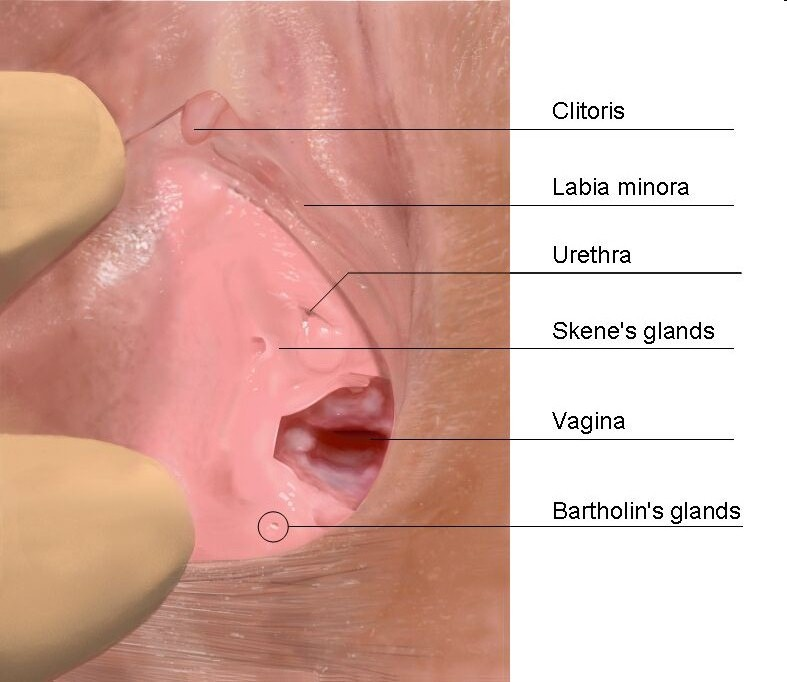
Парауретральні залози вважаються важливими у феномені жіночої еякуляції.

Жіно́ча еякуля́ція (лат. ejaculatio — викидання, виверження) — викидання деякої кількості прозорої рідини залозами Скіна під час або перед оргазмом з піхви у жінок.
Не слід плутати зі сквіртом (сквіртингом, струменевим оргазмом) або «фонтануванням» — терміном, який використовується для опису фізіологічної реакції жінок, яка може проявлятися у вигляді рясного виведення рідини під час сексуальної активності (зазвичай на етапі оргазму). Так як їх вважають різними явищами у більшості наукових публікацій: під час жіночої еякуляції витікає молочно-біла рідина в відносно невеликій кількості з парауретральних залоз (залоз Скіна), а під час сквіртингу разом з рідиною з парауретральних залоз випорскується прозора, прозоро-жовтувата рідина у відносно великій кількості із сечового міхура.

## Історія
У 1980-x роках різні дослідники провели низку анкетних опитувань присвячених жіночій сексуальності, 35-50 % жінок повідомили, що під час оргазму в них відбувалося викидання деякої кількості рідини.
Інші дослідження говорять про 10-69 %, залежно від використовуваних визначень і методів. Наприклад, чеський психотерапевт Станіслав Кратохвіл в 1994 обстежив 200 жінок і знайшов, що лише у 6 % викидання рідини відбувається під час кожного оргазму, у 13 % таке викидання було тільки 1-2 рази, і приблизно 60 % повідомили про витікання (але не викидання) деякої рідини під час оргазму. Повідомлення щодо кількості рідини значно різняться: від кількості, яка непомітна жінці (приблизно 1-5 мл), до обсягу невеликої чашки (приблизно 30-45 мл).

## Дослідження
Основна проблема в дослідженнях жіночої еякуляції полягає у використанні вкрай маленького числа спеціально відібраних людей, що не відповідає критеріям соціологічних досліджень, роблячи неможливим різного роду узагальнення. Велика частина досліджень, присвячених вивченню природи рідини, сконцентровані на спробі визначити, чи є дана рідина сечею чи ні. Тут проблемою є коректний збір зразків і спроба уникнути їх забруднення. Оскільки виучуваний об'єкт, парауретральні залози, через їхнє розташування, неможливо повністю ізолювати від виділення сечі. Як один з методологічних способів пропонувалося використання барвників хімічних речовин, які виділялися б в сечі й дозволяли відрізнити її від еякуляту. Ще одна методологічна проблема пов'язана з тим, що склад рідини, як вважають деякі вчені, залежить від менструального циклу, а також від віку жінки. Деякі висновки з проведених досліджень були представлені на тематичних конференціях, але жодне дослідження не було опубліковано в наукових журналах.

### Вплив на здоров'я
Багато жінок до того, як дізналися про еякуляцію, соромилися або уникали сексуальної близькості, вважаючи, що намочили ліжко. Інші пригнічували сексуальну кульмінацію, зверталися до лікаря з цією "проблемою" і навіть робили операцію.
Сучасна література про жіноче здоров'я підсумовує те, що вважається реальним: кількість рідини варіюється в широких межах і може бути непомітною, це відбувається зі стимуляцією піхви або без неї, може супроводжувати оргазм або просто інтенсивне сексуальне задоволення, і оргазм може настати без еякуляції. Незалежно від того, чи можна цьому навчитися, жінки повідомляють, що вони можуть викликати його, посилюючи свою сексуальну реакцію. У будь-якому випадку, зараз існує незліченна кількість семінарів, на яких жінок навчають, що навчання еякуляції є важливою формою жіночого сексуального самовираження. Сундаль описує це як право від народження і невід'ємну частину жіночої творчості.

## Інтернет-ресурси
- Female Ejaculation The Double Standard In the Bedroom [Архівовано 2017-02-04 у Wayback Machine.] by Eric Jackson, 2008/09/22
- The-Clitoris.com: Female Ejaculation & The G-Spot: Instructions & diagrams from a feminist perspective.
- The History of Female Ejaculation Series by Mark Zedler, The Mysterious World of Female Ejaculation
- Electronic Journal of Human Sexuality: Urethral Expulsions During Sensual Arousal and Bladder Catheterization in Seven Human Females by Gary Schubach ("Female Ejaculation" Bibliography)
- An Annotated Bibliography on Sexual Arousal, Orgasm, and Female Ejaculation in Humans and Animals